# Lynn Campbell
Lynn Campbell, kanadski letalski častnik, vojaški pilot in letalski as, * ?, †, 9. oktober 1918, Foręt de Mormal (KIA).
Stotnik Campbell je v svoji vojaški službi dosegel 7 zračnih zmag.

## Življenjepis
Med prvo svetovno vojno je bil pripadnik 62. eskadrilje Kraljevega letalskega korpusa.